# 津高地域
津高地域（つだかちいき）は、岡山県岡山市北区にある広域地域である。かつての御津郡津高町（つだかちょう）にあたる。

## 概要
地域としての津高は、岡山市北区役所津高地域センター管轄の区域を指す（津高、津高台一丁目 - 四丁目、富原、横井上、田益、栢谷、菅野、高野、吉宗、田原、富吉、日応寺、三和）。岡山市街地から4 - 8kmの位置にあり、市北部郊外のベッドタウンとなっている。
大字の津高は津高地域センター管轄の区域としては最も南に位置し、津高台団地造成時に該当区域が津高台一丁目 - 四丁目に改称した。北は横井上、東は宿（陸上自衛隊三軒屋駐屯地）、西は富原、南で首部、津島笹が瀬、津島西坂三丁目、津島本町、津島と接している。
地域内には岡山空港と山陽自動車道岡山インターチェンジがあり、岡山の空と陸の玄関口となっている。
産業では、1875年（明治8年）に大森熊太郎と山内善男が栢谷の官林の払い下げを受けて始めた温室ぶどう栽培が盛んであり、現在では岡山県が全国生産量で約95％のシェアを誇るマスカット・オブ・アレキサンドリアの主要生産地となっている。

## 地理
地域の南東部は平坦地で岡山平野の一部となっているが、中・北部は標高200 - 300mの吉備高原となっている。河川は笹ヶ瀬川が日応寺付近に源を発し、北から南へ当地域の中央部を貫流し児島湖へ注いでいる。

## 主な施設
- 国立病院機構岡山医療センター
- エブリイOkanaka津高
- ハローズ津高店
- ディオ岡山北店
- グランドマート津高店
- ホームセンターダイキ津高店
- ジュンテンドー津高店
- ザグザグ津高店
- イエローハット岡山インター店
- 岡山電気軌道津高営業所
- 岡山理科大学加計記念体育館
- JA岡山津高支所
- 岡山市消防局北消防署津高出張所
- 津高郵便局
- 中国運輸局岡山運輸支局

## 教育
- 岡山市立野谷小学校
- 岡山市立横井小学校
- 岡山市立馬屋上小学校
- 朝日塾小学校
- 岡山市立香和中学校

## 交通

### 空港
- 岡山空港

### 道路
- 高速道路
  - 山陽自動車道岡山インターチェンジ
- 国道
  - 国道53号岡山北バイパス
- 県道
  - 岡山県道61号妹尾御津線
  - 岡山県道72号岡山賀陽線（吉備新線）
  - 岡山県道160号三和西菅野線
  - 岡山県道237号日応寺栢谷線
  - 岡山県道386号津高法界院停車場線

- 主な市道
  - 岡山市道301000197号伊島町二丁目吉宗線（旧国道53号）

## 放送
ケーブルテレビ
- 岡山ネットワーク

地上波テレビ放送（アナログ）
この地域は岡山本局が置かれている金甲山の山影に当たり良好に受信できないため、岡山北中継局が設置されている。この中継局は倉敷市中庄・下庄地区でも受信されている。
| 局名   | NHK岡山 総合 | NHK岡山 教育 | RSK  | OHK  | RNC  | KSB  | TSC  | 出力 | 偏波面 | 中継局所在地 |
| ------ | ------------ | ------------ | ---- | ---- | ---- | ---- | ---- | ---- | ------ | ------------ |
| 岡山北 | 43ch         | 41ch         | 57ch | 59ch | 14ch | 16ch | 38ch | 10W  | 水平   | 鳥山         |

AMラジオ放送（NHK岡山、RSKラジオ）、FMラジオ放送（NHK岡山、FM岡山、レディオモモ）は岡山局を受信する。周波数は各ページ参照。

## 名所・旧跡・観光スポット・祭事・催事
- 苫田温泉
- 旧陸軍墓地
- 津高ふれあいマスカットまつり